# Alchemilla pycnantha
Alchemilla pycnantha är en rosväxtart som beskrevs av Sergei Vasilievich Juzepczuk. Alchemilla pycnantha ingår i släktet daggkåpor, och familjen rosväxter. Inga underarter finns listade i Catalogue of Life.